# Kerivoula krauensis
Kerivoula krauensis (Francis, Kingston & Zubaid, 2007) è un pipistrello della famiglia dei Vespertilionidi endemico della Malaysia.

## Descrizione

### Dimensioni
Pipistrello di piccole dimensioni, con la lunghezza della testa e del corpo tra 38 e 39 mm, la lunghezza dell'avambraccio tra 29 e 33 mm, la lunghezza della coda tra 35 e 37 mm, la lunghezza delle orecchie tra 11 e 12 mm e un peso fino a 3,5 g.

### Aspetto
La pelliccia è lunga e lanosa. Le parti dorsali variano dal marrone scuro al nerastro con la punta dei peli dorata, mentre le parti ventrali sono grigio scure con la punta dei peli giallo-brunastra o bianca. Il muso è lungo, appuntito e nascosto nel denso pelame facciale. Una ghiandola giallastra è presente su ogni lato tra l'occhio e il naso. Le orecchie sono grigio-rosate, corte, ben separate, a forma di imbuto e con una concavità sul bordo posteriore appena sotto la punta. Il trago è lungo, affusolato e leggermente curvato in avanti. Le membrane alari sono marroni scure e attaccate posteriormente alla base delle dita dei piedi, i quali sono larghi, ricoperti di lunghi peli dorati e con gli artigli delle dita relativamente lunghi. La lunga coda è completamente inclusa nell'ampio uropatagio, il quale è cosparso di lunghi peli marroni scuri con la punta dorata.

### Ecolocazione
Emette ultrasuoni a bassa intensità con impulsi di breve durata a frequenza modulata iniziale di 174±6 kHz e finale di 50±11 kHz.

## Biologia

### Alimentazione
Si nutre di insetti.

### Riproduzione
Femmine gravide o in allattamento sono state osservate tra i mesi di febbraio e giugno, sebbene non siano presenti informazioni relative alla stagione delle piogge.

## Distribuzione e habitat
Questa specie è conosciuta nel Krau Wildlife Reserve nello stato malese di Pahang, nella Penisola malese,nell'estrema parte meridionale della Thailandia peninsulare e nella provincia di Lampung nella parte meridionale dell'isola di Sumatra
Vive nelle foreste mature di dipterocarpi di pianura fino a 330 metri di altitudine.

## Conservazione
La IUCN Red List, considerato che questa specie è stata scoperta solo recentemente e ci sono ancora poche informazioni circa il suo areale, lo stato della popolazione, le minacce e i requisiti ecologici, classifica K.krauensis come specie con dati insufficienti (DD).